# الزويتينة
الزويتينة هي بلدة في شرق ليبيا. تقع شمال غرب مدينة إجدابيا. فيها أحد موانئ تصدير النفط في ليبيا.
اضف إلى ذلك بان قرية الزويتينة بها محطتي توليد الكهرباء(الغاز والبخارية) ومصيف قديم لصيد الأسماك وكذلك تعرف بجودة محصول العنب في ليبيا وكذلك اشجار الكروم والنخيل. بالإضافة إلى شاطئها ورمالها البيضاء.
شهدت منطقة الزويتينة ثلاث معارك شهيرة أثناء فترة الاحتلال الايطالى وهي معركة شهداء الرمصة ومعركة حيشان اجبيل ومعركة اطويلب(اعروق فضيلة).